# 卡伊内斯
卡伊内斯（義大利語：Caines），是意大利波尔扎诺自治省的一个市镇。总面积1平方公里，人口396人，人口密度396.0人/平方公里（2009年）。ISTAT代码为021014。